# Сантана-да-Азинья
Сантана-да-Азинья (порт. Santana da Azinha)  —  район (фрегезия) в Португалии,  входит в округ Гуарда. Является составной частью муниципалитета  Гуарда. По старому административному делению входил в провинцию Бейра-Алта. Входит в экономико-статистический  субрегион Бейра-Интериор-Норте, который входит в Центральный регион. Население составляет 444 человека на 2001 год. Занимает площадь 16,84 км².
Покровителем района считается Святая Анна (порт. Santa Ana).